# Ádám Nádasdy
Ádám Nádasdy (ur. 15 lutego 1947 w Budapeszcie) – węgierski językoznawca, poeta i tłumacz. Profesor emeritus w Instytucie Studiów Anglo-Amerykańskich na Wydziale Humanistycznym Uniwersytetu Loránda Eötvösa w Budapeszcie (ELTE). Specjalizuje się w postgeneratywnej teorii fonologii, morfofonologii, językoznawstwie historycznym (angielskim i niemieckim), odmianach i dialektach języka angielskiego, a także w mediewistyce angielskiej i filologii języka jidysz.
Ukończył studia magisterskie z zakresu anglistyki oraz italianistyki (1970, ELTE). Doktor uniwersytecki (dr. univ.) w dziedzinie językoznawstwa angielskiego (1977, ELTE), doktor (PhD) w dziedzinie językoznawstwa (1994, Węgierska Akademia Nauk). Włada kilkoma językami: węgierskim, angielskim, niemieckim, włoskim i francuskim. Publikował w kolumnie popularyzatorskiej na łamach magazynu „Magyar Narancs”.